# أطوار بهجت
أطوار بهجت (1976 – 22 فبراير 2006), صحفية ومراسلة وأديبة لها ديوان شعري بعنوان «غوايات البنفسج» ورواية وحيدة هي عزاء أبيض، ولقد توفي والدها وهي في السادسة عشر من عمرها في مدينة سامراء وتكفلت بمعيشة أمها وأختها الوحيدة إيثار. وعملت بعد تخرجها من الجامعة في صحف ومجلات عدة حتى انتقلت إلى العمل كمذيعة في قناة العراق الفضائية ومقدمة برامج ثقافية، وبعد عملية غزو العراق عملت لحساب عدة قنوات فضائية حتى استقرت في قناة الجزيرة الفضائية ثم استقالت منها احتجاجا على الإساءة للمرجع الديني الشيعي علي السيستاني في برنامج الاتجاه المعاكس، وانتقلت للعمل في قناة العربية الفضائية قبل موتها بثلاثة أسابيع.
ولقد اختطفت واغتيلت مع طاقم العمل أثناء تغطيتها لتفجير ضريح العسكريين في سامراء في صباح يوم الأربعاء 22 فبراير 2006م، على يد مسلحين من قبل جماعات مجهولة.

## بدايتها
أطوار هي خريجة قسم اللغة العربية، في كلية الآداب في جامعة بغداد، وتخرجت في عام 1998، لتمارس بعد ذلك عملها كتابة الشعر. وكانت متفتحة على الحياة الثقافية وذلك بتترددها على مبنى اتحاد الأدباء في بغداد كل أربعاء، حيث الأمسية الأدبية الثابتة، وبعد ذلك عملت في مجلة ألف باء وجريدة الجمهورية في الصفحة الثقافية تحديدا، وفي ما بعد عملت بهجت في عدد من الصحف اليومية والأسبوعية، التي كانت تصدر إبان حكم الرئيس العراقي السابق صدام حسين.

## قصة الاغتيال
تضاربت الأنباء عن كيفية اغتيالها ولكن الثابت أنه عند ذهابها إلى سامراء لتغطية أحداث تفجير ضريح العسكريين في 22 فبراير 2006 تم اختطافها من قبل جماعات مجهولة، وعثر عليها مقتولة في اليوم التالي.
يقول ماجد عبد الحميد أحد زملائها أنها قتلت بإطلاق عيارات نارية إلا أن أخبارا أكثر تأكيدا أكدت فيما بعد أنها ماتت مذبوحة، وقد تسرب على شبكة الأنترنت ملف فيديو تم الحصول عليه من هاتف جوال لاحد عناصر مغاوير الداخلية يصور فيه كيف ذبحت أطوار من الوريد إلى الوريد وتسرب على شبكة الإنترنت بشكل واسع وقد تم الإمساك بقاتليها مؤخرا، وتحدث أحدهم في قناة العربية في 11 آب/أغسطس 2008 عن تفاصيل قتل أطوار، وتحدث أخرون عن أن أطوار اصيبت بالرصاص قبل ذبحها وتركها الجناة حتى الساعة الخامسة تنزف دون أن يساعدوها.

## وصلات خارجية
بغداد - (العربية)
اعلنت قيادة عمليات بغداد الثلاثاء 4-8-2009 اعتقال الشخص الذي نفذ قتل مراسلة قناة العربية في العراق اطوار بهجت في شباط/فبراير 2006.
وقال اللواء قاسم عطا الناطق باسم القيادة ان «قوات الشرطة الوطنية في منطقة الشعلة اعتقلت المدعو ياسر علي أحد منتسبي مغاوير الداخلية في سامراء وهو المتهم الرئيس في قتل اطوار بهجت مراسلة قناة العربية».
واضاف ان «عملية الاعتقال تمت بناء على معلومات استخباراتية دقيقة، واعترف بشكل واضح بتفاصيل القتل» وبانه تمكن من «اغتصابها». واكد ان «ياسر هو الذي نفذ قتلها باعترافه، مؤكدا اعتقال اثنين من اشقائه».
واعرب عطا عن امله «بعدالة القضاء العراقي لمحاسبة الذين يرفعون شعار الإسلام زورا وبهتانا بينما هم يرتكبون أخطر المحرمات».
وعبرت قناة العربية عن تقديرها لجهود أجهزة الأمن العراقية للقبض على من قالت انهم قتلة الزميلة اطوار بهجت وتقديمهم للعدالة واهتمام أجهزة الأمن بهذه القضية. متمنية ان تتم محاكمتهم بشكل مباشر وعادل.
وقال ناصر الصرامي مدير الاعلام بالقناة «نقدر ما حققته أجهزة الأمن العراقية في طريق كشف قتلة الزميلة اطوار بهجت للعدالة ومحاكمتهم».
واضاف «ان هذا الإعلان الامني يجعل الاعلاميين يشعرون بامن أكبر خلال اداء مهامهم المهنية وتناقلاتهم في المناطق العراقية، حيث استقبل الاعلاميين هذا الإعلان بارتياح، وسيتابع الاعلام العربي والدولي محاكمة المتهمين باهتمام كبير، وبانتظار نتائج المحاكمة».

### تفاصيل الحادثة
اللواء عطا: الاعتقال بني على متابعات استخبارية دقيقة، وحول تفاصيل الحادثة قال ياسر ان «غيث العباسي زعيم المجموعة المباشر طلب منهم تنفيذ هذه المهمة التي رافقه فيها شقيقه محمود وغزوان والسائق نعمان».
واضاف «اوقفنا سيارتهم على الطريق العام بالقرب من سامراء وطلبنا بطاقاتهم وطلبت من المراسلة الترجل من السيارة».
واضاف «اقتدناهم لمسافة 800 متر طلبت توقفنا على جانب الطريق، أطلق محمود وغزوان النار على المصور والمهندس بسلاح البي كي سي وقمت انا بإطلاق النار على اطوار بالرأس والعنق والصدر».
وكانت اطوار بهجت قتلت بعد خطفها مع اثنين من زملائها هما المصور عدنان عبد الله ومهندس الصوت خالد محسن أثناء محاولتهم دخول سامراء بعد تفجير القبة الذهبية للاماميين العسكريين في 2006.
وكانت السلطات العراقية قد أعلنت في يونيو/حزيران عام 2006 أن هيثم السبع، أحد قياديي تنظيم القاعدة في سامراء، هو المسؤول عن مقتل أطوار بهجت.

## روابط إضافية
اعترافات قاتل أطوار بهجت على يوتيوب

## مصدر
1. 1 2   https://www.unesco.org/en/safety-journalists/observatory/0a17cbda-14a3-466f-816a-ac6cf7766ae2. {{استشهاد ويب}}: |url= بحاجة لعنوان (مساعدة) والوسيط |title= غير موجود أو فارغ (من ويكي بيانات) (مساعدة)
2. ↑  صناعة الموت: قصة وفاة أطوار بهجت من موقع العربية (تم التصفح في 26 فيفري 2008) [وصلة مكسورة] نسخة محفوظة 18 أكتوبر 2016 على موقع واي باك مشين.